# Beethovenstraße 8 (Mönchengladbach)

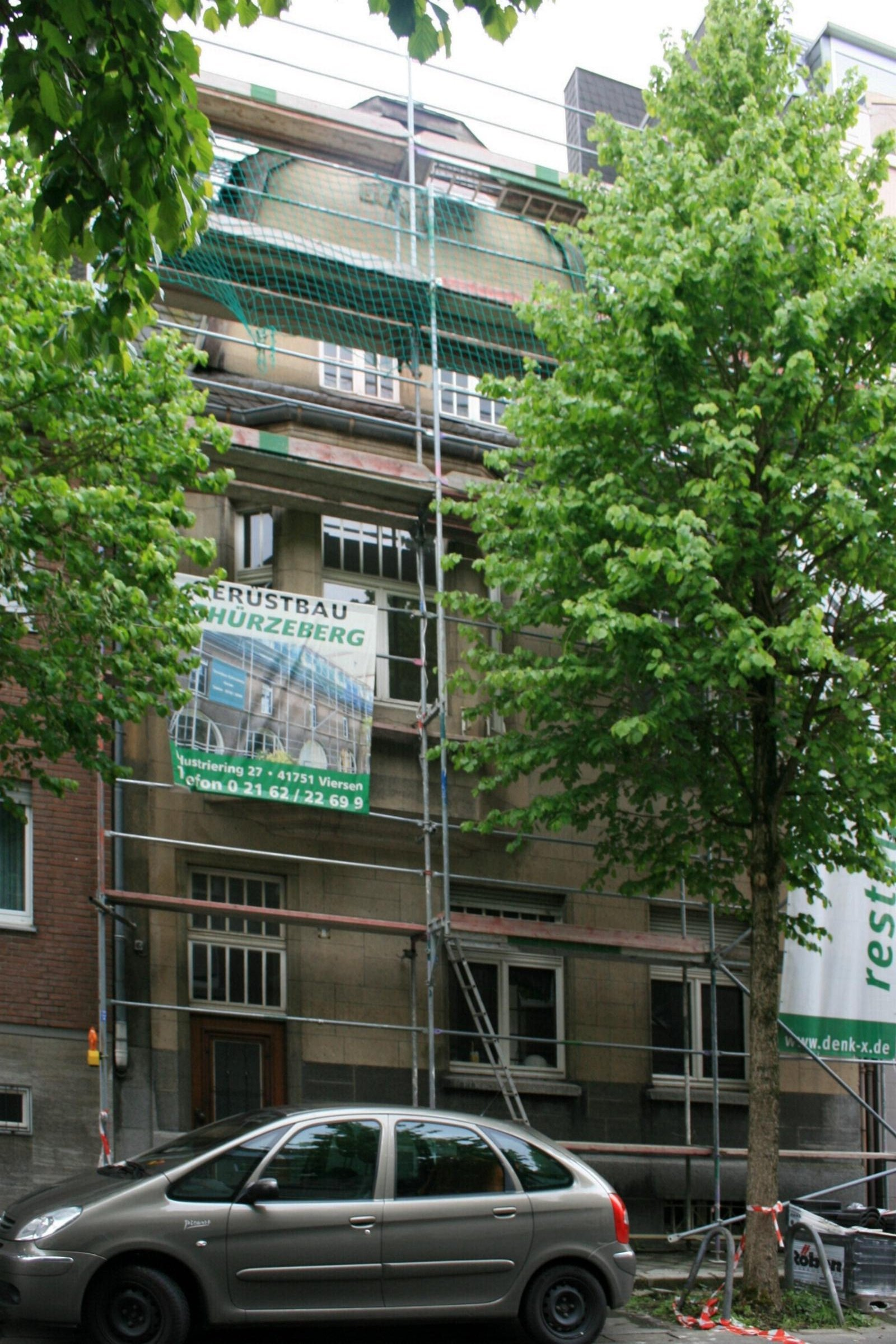
Wohnhaus (2010)

Das Wohnhaus Beethovenstraße 8 befindet sich im Mönchengladbacher Stadtteil Am Wasserturm.
Das Haus wurde 1912 erbaut. Es ist unter Nr. B 151 am 28. März 1995 in die Denkmalliste der Stadt Mönchengladbach eingetragen worden.

## Architektur
Im Randgebiet des Villenviertels südlich des Bunten Gartens steht ein auf längsrechteckigem Grundriss errichteter Putzbau von zwei Geschossen mit ausgebautem Mansardgeschoss. Über hochausgebildetem Souterrain (Basaltlava) Verkleidung der Fassade in kostspieligem Naturstein (Sandstein). 
Asymmetrische Fassadengliederung unter Betonung der Eingangsachse (l.) mittels eines dreiseitig geöffneten Erkers und eines breit gelagerten Zwerchhauses. Unregelmäßige Fenstergliederung bei variiert proportionierten Rechteckfenstern. Gleichförmig hochrechteckig ausgebildet sind die beiden Fensteröffnungen des Erdgeschosses; breiter ausgebildet ist das dreigeteilte Fenster des Obergeschosses. Im Giebelfeld zwei identisch formulierte Öffnungen; in der Dachfläche rechts daneben eine Schleppgaube mit einem Fenster gleichen Formates. Die zurückhaltende Steinmetz-Ornamentik beschränkt sich auf die Brüstungen der Erkerfenster und ein vereinzeltes Dekormotiv im Giebelfeld. Über einem weit vorkragenden Traufgesims schließt ein schiefergedecktes Mansarddach das Gebäude ab.